# IWA世界ヘビー級王座
IWA世界ヘビー級王座（アイ・ダブリュー・エーせかいヘビーきゅうおうざ）は、プロレスのチャンピオンベルトの名称である。本項では国際プロレスが管理、認定していた王座を中心に記述している。

## 日本のIWA王座

### 国際プロレス
日本のプロレス団体であった国際プロレスが認定、管理していたフラッグシップタイトルである。なお、「IWA」は「インターナショナル・レスリング・アライアンス（International Wrestling Alliance）」の略称である。

#### 概要
この王座に先駆ける国際プロレスのシングルのフラッグシップタイトルとして、1967年にルー・テーズを初代王者として創設されたTWWA世界ヘビー級王座がある。「TWWA」は「トランス・ワールド・レスリング・アソシエーション（Trans-World Wrestling Association）」の略称で、カナダ・トロント地区のプロモーターだったフランク・タニーが会長職にあった。国際プロレスは1968年1月にテーズを招聘し、次期エース候補だったグレート草津を挑戦させた。しかし、草津はテーズのバックドロップの前に失神KO、「テーズに勝ってTWWA世界王者となった若きヒーロー草津」をエースとして団体の躍進を図ろうとした国際プロレスの目論見は失敗に終わる。
その後、サンダー杉山と豊登がテーズに挑戦するが、日本陣営では誰もテーズに勝てず、1968年1月24日、ダニー・ホッジがテーズを破って第2代TWWA王者となる。翌月、ホッジはフレッド・カリーを相手に防衛戦を行ったが、TWWAの設立者の一人であるブッカーのグレート東郷が国際プロレスと決別。外国人選手に試合出場をボイコットさせ、ホッジもベルトを持ってアメリカに帰国したため、TWWA世界王座は自然消滅へと至った。
東郷と決別後、国際プロレスは外国人招聘ルートをヨーロッパに求めた。1968年4月には草津がトニー・チャールズを破りグレートブリテン西部ヘビー級王座を獲得するが、これを日本の団体の看板タイトルにするのは無理があった。渡欧した国際プロレス社長の吉原功は、現地のプロモーターらと協力して、新たな統轄組織であるIWA（インターナショナル・レスリング・アライアンス）を創立。以降IWAは、興行会社であるIWE（インターナショナル・レスリング・エンタープライズ＝国際プロレス）に対してのコミッション的役割を果たすことになる。
1968年11月、国際プロレスは第1回IWAワールド・シリーズを開催する。このリーグ戦でジョージ・ゴーディエンコおよび豊登との決勝リーグを制して優勝したビル・ロビンソンが初代IWA世界ヘビー級王者に認定された。ロビンソンはその後も日本に定着して、外国人ベビーフェイス第一号として国際プロレスのエースの座につく。
1970年5月19日、ロビンソンをリングアウトで破った杉山が初の日本人王者となるが、翌1971年3月4日にビル・ミラーに敗れて王座から陥落。その後、同年6月19日にアメリカのミネソタ州ダルースにてストロング小林がミラーから王座を奪取して帰国（同日、両者はミネアポリスにて、小林はロビンソン、ミラーはニック・ボックウィンクルと対戦しており、ダルースにおける小林とミラーの試合は記録に残されておらず、この王座交代劇は架空のものともされる）。以降、小林が国際プロレスのエースとして一時代を築き、力道山、ジャイアント馬場をも上回る25回連続防衛の記録を達成。国際プロレスとAWAの提携路線に乗って来日したブラックジャック・ランザ、レッド・バスチェン、バロン・フォン・ラシク、ダスティ・ローデス、クラッシャー・リソワスキー、ホースト・ホフマン、マッドドッグ・バション、エドワード・カーペンティア、ディック・マードックらの強豪を退けた。1972年1月27日の横浜文化体育館ではタイトルマッチ初の金網デスマッチでカーティス・イヤウケアを相手に防衛し、1973年7月9日の大阪府立体育館ではラッシャー木村の挑戦を受けて力道山時代以来の大物日本人対決を実現させている。同年11月9日にワフー・マクダニエルに王座を奪われるも短期間で奪還し、その後もビル・ワットを下して防衛を続けたが、1974年2月に小林はアントニオ猪木への挑戦を表明して国際プロレスを離脱、王座を返上する。
小林の離脱後、王座決定戦で木村を下したロビンソンが再び戴冠するが、タイトルはアメリカでスーパースター・ビリー・グラハムに移動。その後、IWA王者として初来日したグラハムを破ったマイティ井上の短期政権を経て、1975年4月19日に木村がバションを破り初戴冠を果たす。以降は木村の覇権が確立し、第14代王座戴冠時は小林の25回連続を上回る26回連続防衛を達成、金網デスマッチでも多くのタイトルマッチが行われた。挑戦者の顔触れもマイク・ジョージなどの例外はあるが、キラー・トーア・カマタ、ジプシー・ジョー、クレージー・セーラー・ホワイト、ワイルド・アンガス、アレックス・スミルノフ、キラー・ブルックス、オックス・ベーカー、モンゴリアン・ストンパー、ジョー・ルダックなど狂乱・流血タイプのラフファイターが多くなった。1979年にはアンドレ・ザ・ジャイアントとの防衛戦やボックウィンクルのAWA世界ヘビー級王座とのダブルタイトルマッチも行われたが、1981年8月9日、北海道羅臼町大会を最後に国際プロレスは活動を停止し、IWA世界ヘビー級王座は実質的に消滅。途中、上田馬之助、スミルノフ、バーン・ガニアに短期間奪取されることはあっても、国際プロレス崩壊まで6年間にわたって木村のエース時代が続いた。
最後のIWA世界タイトルマッチは、1981年8月6日、室蘭市で木村がジ・エンフォーサーの挑戦を受け、金網デスマッチで行われた試合であった。プロレス史上には大木金太郎のインターナショナル・ヘビー級王座のように団体崩壊後も崩壊当時の王者が個人的にベルトを保持して防衛戦を続けた例はあるが（猪木のNWFヘビー級王座もこれに近い）、王者の木村が身を寄せた新日本プロレスはIWGPを推進中で、猪木のNWF王座や坂口征二のWWF北米ヘビー級王座などの主要王座を返上、封印してタイトルを極力縮小していた時期であり、国際プロレス版のIWA王座戦が行える状況ではなかった。
IWAは、ヘビー級のシングル王座以外では、タッグ王座とミッドヘビー級王座を認定していた。軽量級のタイトルである後者を「ジュニアヘビー級」ではなく「ミッドヘビー級」と称したのは、国際プロレスの欧州路線の影響である。
なお、IWA世界ヘビー級王座の日本人王者による日本国外での防衛戦は1978年8月2日、韓国のソウルにて木村が梁承揮を挑戦者に迎えて一度だけ行われている。
ベルト自体は、初代はグラハムの王座奪取時まで使用され、2代目はグラハムの初来日および東京12チャンネル（現：テレビ東京）『国際プロレスアワー』放送開始に合わせて新調された。
IWA王座自体は国際プロレス崩壊の際に実質的に消滅しているが、後年、鶴見五郎が吉原の遺族の了承を得て、国際プロレスプロモーションにて「ヘビー級」「ミッドヘビー級」「タッグ」の各王座を復活させた。しかし、国際プロレスプロモーションはインディー団体のため、かつてのような権威や知名度は無くローカルタイトルに近い王座となった（同団体は2007年5月を最後に活動を停止）。

#### 歴代王者
| 歴代   | 選手                             | 防衛回数 | 獲得日付       | 獲得場所（対戦相手・その他） |
| ------ | -------------------------------- | -------- | -------------- | --- |
| 初代   | ビル・ロビンソン                 | 28       | 1968年12月19日 | 岡山県岡山市 岡山県体育館 ※第1回「IWAワールド・シリーズ」優勝により認定 |
| 第2代  | サンダー杉山                     | 9        | 1970年5月19日  | 宮城県仙台市 仙台市レジャーセンター |
| 第3代  | ビル・ミラー                     | 0        | 1971年3月4日   | 福岡県北九州市 小倉区三荻野体育館 |
| 第4代  | ストロング小林                   | 25       | 1971年6月19日  | アメリカ合衆国ミネソタ州ダルース ※当日、小林とミラーはミネアポリスにてそれぞれ別の対戦相手と試合を行っており、ダルースにおける両者の試合は記録に残されていないため、ミラーから小林への王座交代は架空のものともされる                              |
| 第5代  | ワフー・マクダニエル             | 1        | 1973年11月9日  | 和歌山県那智勝浦町 勝浦町観光会館 |
| 第6代  | ストロング小林                   | 2        | 1973年11月14日 | 東京都文京区 後楽園ホール ※1974年2月13日、国際プロレス退団により返上 |
| 第7代  | ビル・ロビンソン                 | 0        | 1974年6月3日   | 東京都文京区 後楽園ホール ※王座決定戦でラッシャー木村に勝利 |
| 第8代  | スーパースター・ビリー・グラハム | 2        | 1974年8月16日  | アメリカ合衆国コロラド州デンバー ※当日、王者のロビンソンはイリノイ州ピオリアにおいてバディ・ウォルフとノンタイトルで対戦しており、デンバーにおけるロビンソンとグラハムのIWA王座戦は実際には行われていないため、この王座交代劇も架空のものとされる |
| 第9代  | マイティ井上                     | 3        | 1974年10月7日  | 埼玉県越谷市 越谷市体育館 |
| 第10代 | マッドドッグ・バション           | 0        | 1975年4月10日  | 東京都足立区 足立区体育館 |
| 第11代 | ラッシャー木村                   | 11       | 1975年4月19日  | 北海道札幌市 札幌中島スポーツセンター（金網デスマッチで開催） ※1976年4月13日、茨城県岩瀬町体育館でのジ・アンダーテイカーとの防衛戦の内容を不服として返上                                                                                          |
| 第12代 | ラッシャー木村                   | 0        | 1976年4月22日  | 宮城県仙台市 宮城県スポーツセンター（金網デスマッチで開催） ※アンダーテイカーとの王座決定戦に勝利 |
| 第13代 | 上田馬之助                       | 0        | 1976年6月11日  | 茨城県古河市 古河市民体育館 ※1976年7月28日、千葉県銚子市体育館での木村との金網デスマッチでの防衛戦が没収試合となり没収 |
| 第14代 | ラッシャー木村                   | 26       | 1976年7月31日  | 埼玉県越谷市 越谷市体育館（金網デスマッチで開催） ※スーパー・アサシンとの王座決定戦に勝利 |
| 第15代 | アレックス・スミルノフ           | 0        | 1979年7月21日  | 新潟県村上市 村上市体育館 |
| 第16代 | ラッシャー木村                   | 3        | 1979年7月25日  | 静岡県三島市 三島市民体育館 |
| 第17代 | バーン・ガニア                   | 0        | 1979年11月13日 | 新潟県三条市 三条市厚生福祉会館 |
| 第18代 | ラッシャー木村                   | 17       | 1979年11月16日 | 和歌山県和歌山市 和歌山県立体育館 ※1981年9月30日、国際プロレス崩壊のため封印 |

### I.W.A.JAPAN
国際プロレスプロモーションと同時期に旗揚げされたI.W.A.JAPANにも同名の王座が存在するが無関係である。

## 日本以外のIWA王座

### オーストラリア版
NWAジョージア地区のプロモーターとして知られるジム・バーネットが1960年代半ばから1970年代初頭にかけてオーストラリアに進出していた当時のフラッグシップタイトルも、IWA世界ヘビー級王座と呼称されていた（団体名は、後にバーネットが主宰したGCWのWTBSでの番組名と同じワールド・チャンピオンシップ・レスリング。この名称は、ジム・クロケット・プロモーションズを経てテッド・ターナーのWCWに引き継がれた）。初代王者はキラー・コワルスキー。スパイロス・アリオンが6回、マリオ・ミラノが4回獲得したほか、歴代王者にはドミニク・デヌーチ、レイ・スティーブンス、ミツ・アラカワ、カール・クラウザー、プロフェッサー・トール・タナカ、マーク・ルーイン、スカル・マーフィー、ベアキャット・ライト、ガイ・ミッチェル、ビリー・ホワイト・ウルフ、テックス・マッケンジー、キング・カーティス・イヤウケア、キラー・カール・コックス、ゴリラ・モンスーン、バロン・シクルナ、カウボーイ・ボブ・エリス、ザ・スポイラー、ビル・ロビンソン、スタン・スタージャックなどの強豪が名を連ねている。

### アメリカ北東部版
ミル・マスカラスが全日本プロレスなどで防衛戦を行ったIWA世界ヘビー級王座は、1975年にマスカラスを初代王者として旗揚げされたアメリカ北東部の独立団体インターナショナル・レスリング・アソシエーションのフラッグシップタイトルであり、同団体の活動停止後もマスカラスが個人所有で保持しているもので、国際プロレスとは何の関係もない。同団体はシカゴ・ホワイトソックスのオーナーでもあったエディ・アインホーンをスポンサーに、NWFのプロモーターだったペドロ・マルティネスが運営に関わり、オハイオ州クリーブランドを本拠地として、ジョニー・パワーズ、アーニー・ラッド、オックス・ベーカー、ブルドッグ・ブラワー、エリック・ザ・レッド、マイティ・イゴール、クルト・フォン・ヘス、ザ・モンゴルズ（ジート&ボロ）などNWF系の選手が参戦していた（ニューヨーク近郊で興行を打つなどWWWFと競合していたことから、東部地区でネームバリューのある元WWWF世界ヘビー級王者のイワン・コロフも出場していた）。なお、国際プロレス崩壊後に全日本プロレスに移籍した元IWA世界ヘビー級王者のマイティ井上も、マスカラスの同名王座に挑戦している（1981年10月9日）。井上以外では天龍源一郎、小林邦昭、外国人選手ではチャボ・ゲレロ、ジプシー・ジョーなどが全日本プロレスのリングでマスカラスに挑戦した。1992年にはW★INGプロモーションにおいて、カネックのUWA世界ヘビー級王座とのダブルタイトルマッチが行われた。以降もマスカラスは現役のIWA世界王者として、2016年には東京愚連隊の興行でNOSAWA論外を相手に防衛戦を行った。

### カルガリー版
カナダ・アルバータ州カルガリー地区のプロモーターであったスチュ・ハートが主宰したスタンピード・レスリングも、1984年にIWA世界ヘビー級王座と呼称されていた独自の世界タイトルを新設していた。同地区と提携していたAWAの世界王者ニック・ボックウィンクルを破ったとして、マスクド・スーパースターをチャンピオンに認定していたが、同年8月にスタンピード・レスリングがWWFに買収されたため、王座は空位となり消滅した。なお、1987年に同地区で創設された同じIWA名義のIWA世界女子王座が一時期、全日本女子プロレスに定着していたことがある。